# Bocce ai Giochi mondiali 2022
Le competizioni di bocce ai Giochi mondiali 2022 si sono svolte dal 12 al 13 luglio 2022 al PNC Field di Birmingham in Alabama, negli Stati Uniti d'America. L'evento era originariamente stato calendarizzato nel luglio 2021, ma i Giochi mondiali sono stati riprogrammati per l'anno successivo a seguito del rinvio dei Giochi olimpici estivi di Tokyo 2020, dovuto all'insorgere dell'emergenza sanitaria causata dalla pandemia di COVID-19.

## Podi
| Specialità                                      | Oro                           | Argento                                    | Bronzo                                               |
| Lyonnaise precisione femminile (dettagli)       | Nives Jelovica                | Marika Depetris                            | Nataša Antonjak                                      |
| Lyonnaise tiro progressivo femminile (dettagli) | Ophélie Armanet               | Ria Vojković                               | Gaia Gamba                                           |
| Petanque precisione femminile (dettagli)        | Ouk Sreymom                   | Bekah Howe                                 | Phantipha Wongchuvej                                 |
| Petanque doppio femminile (dettagli)            | Cambogia Ouk Sreymom Un Sreya | Francia Nadège Baussian Caroline Bourriaud | Thailandia Nantawan Fueangsanit Phantipha Wongchuvej |

## Medagliere
| Posiz. | Nazione     | Oro | Argento | Bronzo | Totale |
| ------ | ----------- | --- | ------- | ------ | ------ |
| 1      | Cambogia    | 2   | 0       | 0      | 2      |
| 2      | Croazia     | 1   | 1       | 0      | 2      |
| 2      | Francia     | 1   | 1       | 0      | 2      |
| 4      | Italia      | 0   | 1       | 1      | 2      |
| 5      | Stati Uniti | 0   | 1       | 0      | 1      |
| 6      | Thailandia  | 0   | 0       | 2      | 2      |
| 7      | Serbia      | 0   | 0       | 1      | 1      |
| Totale | Totale      | 4   | 4       | 4      | 12     |